# Gunpowder & Lead
Gunpowder & Lead è il terzo singolo della cantante country statunitense Miranda Lambert dall'album Crazy Ex-Girlfriend. Lanciato nel gennaio 2008, il singolo è quello che ha ottenuto il maggior successo di Miranda tra quelli estratti dal suo terzo album: è arrivato sino alla posizione 52 della classifica delle canzoni americane ed è entrato nella top 10 della classifica country americana.

## Classifiche
| Classifica                       | Posizione massima |
| -------------------------------- | ----------------- |
| Canadian Top Country Songs       | 19                |
| U.S. Billboard Hot 100           | 52                |
| U.S. Billboard Pop 100           | 84                |
| U.S. Billboard Hot Country Songs | 7                 |